# Hibiscus rosa-sinensis
Hibiscus rosa-sinensis, cunoscut colocvial ca trandafir chinezesc sau trandafir japonez, este o specie de plante floricole din tribul Hibisceae, familia Malvaceae, native din Asia de Est. Este cultivată pe scară largă ca plantă ornamentală în zonele tropicale și subtropicale, dar zona sa de origine este Vanuatu.

## Taxonomie
Hibiscus rosa-sinensis a fost descris pentru prima dată în 1753 de Carl Linné în Species Plantarum. Epitetul specific rosa-sinensis înseamnă literal "trandafirul Chinei", deși planta nu este strâns înrudită cu trandafirii adevărați și nici nu provine din China. Genul Hibiscus face parte din tribul Hibisceae și din subfamilia Malvoideae din familia Malvaceae.

## Cultivare
Hibiscus rosa-sinensis este cultivată pe scară largă ca plantă ornamentală în zonele tropicale și subtropicale. Deoarece nu tolerează temperaturi mai mici de 10 °C (50 °F), în regiunile temperate este cel mai bine cultivat sub sticlă. Plantele cultivate în containere pot fi plasate afară în timpul lunilor de vară și mutate la adăpost în timpul lunilor de iarnă.
Există numeroase soiuri, cu flori de culoare albă, galbenă, portocalie, stacojie și nuanțe de roz, cu seturi simple și duble de petale. Soiul "Cooperi" a obținut Premiul pentru Meritul Grădinarului acordat de Royal Horticultural Society.

## Galerie

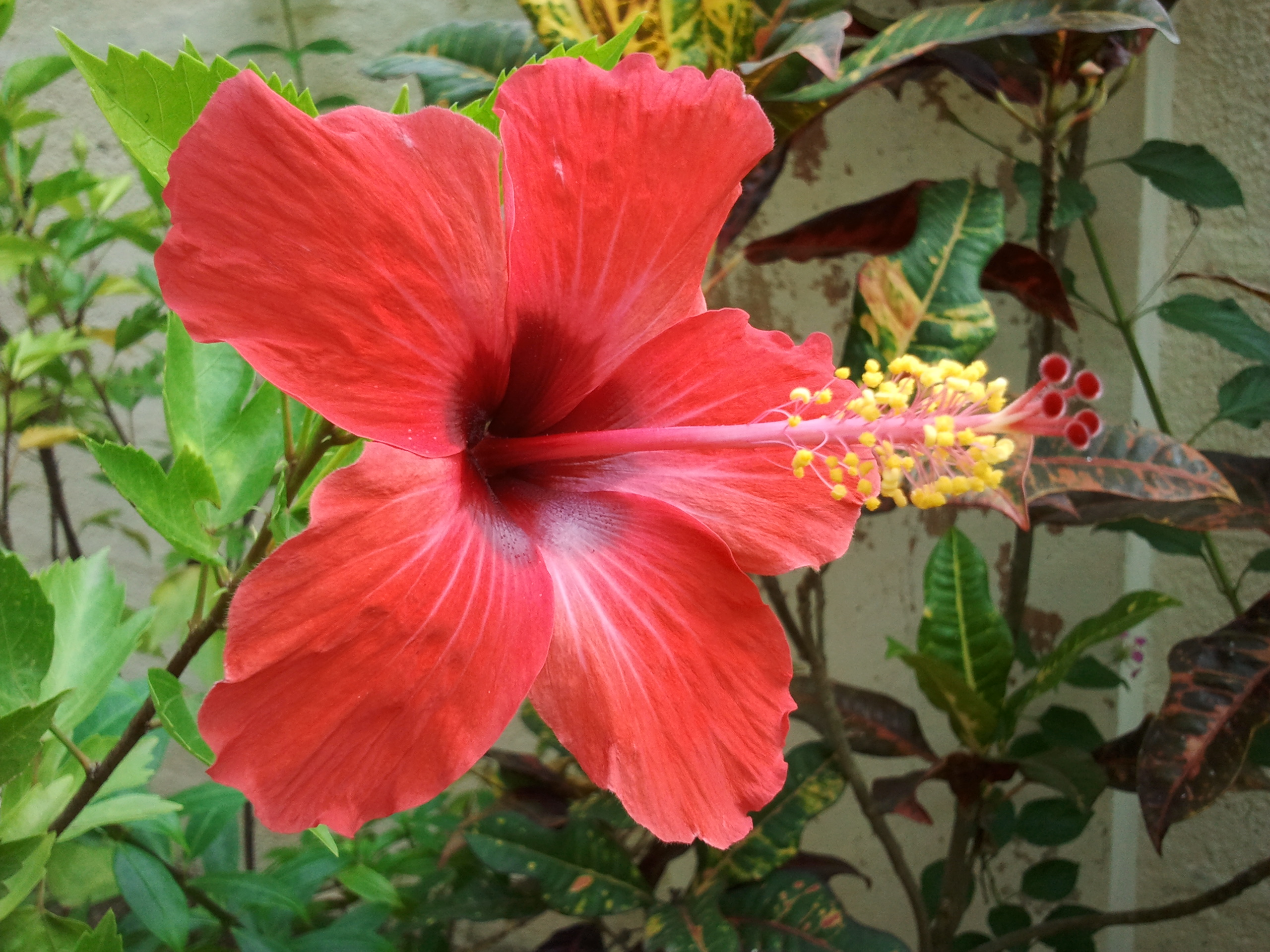
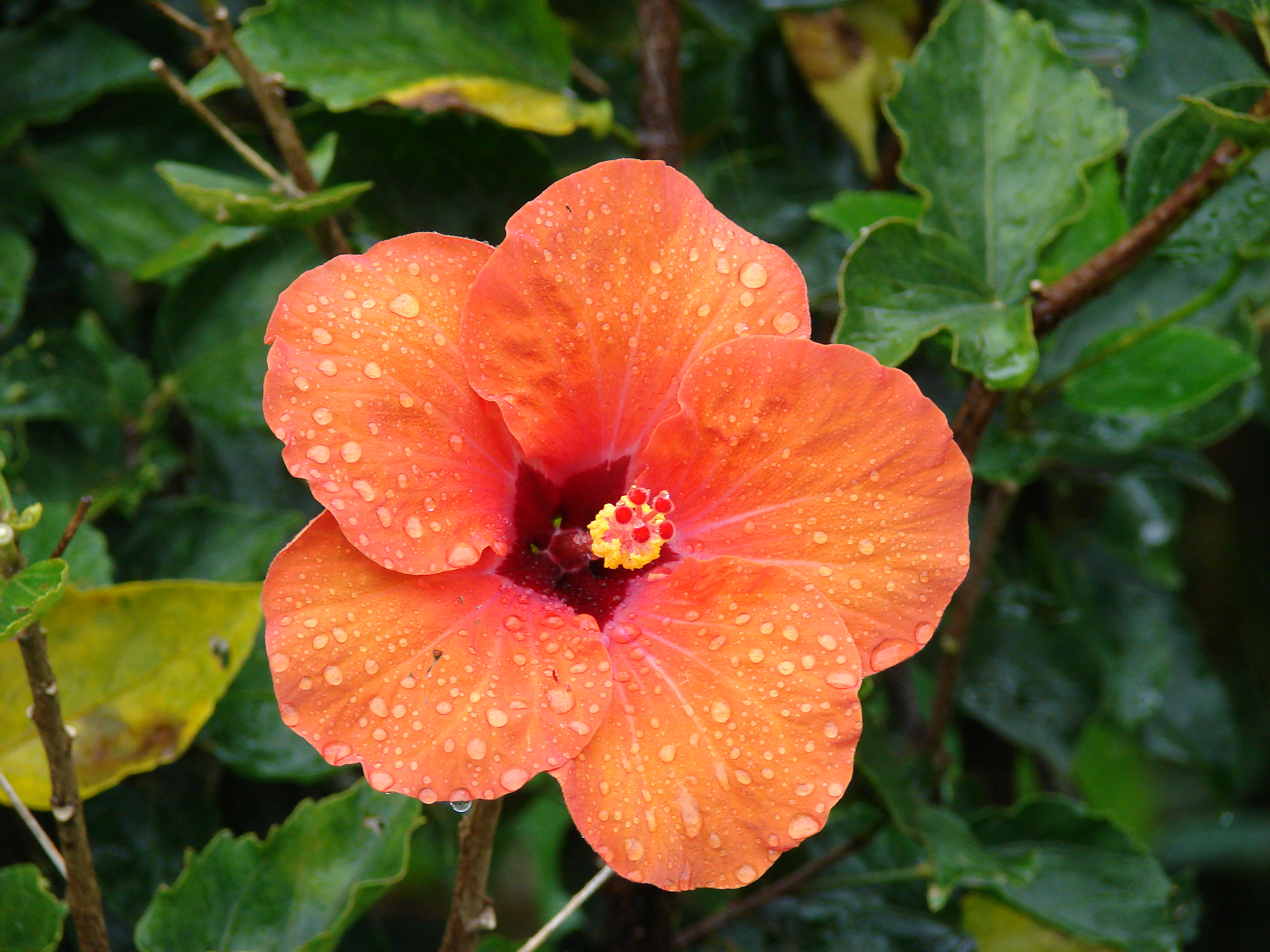
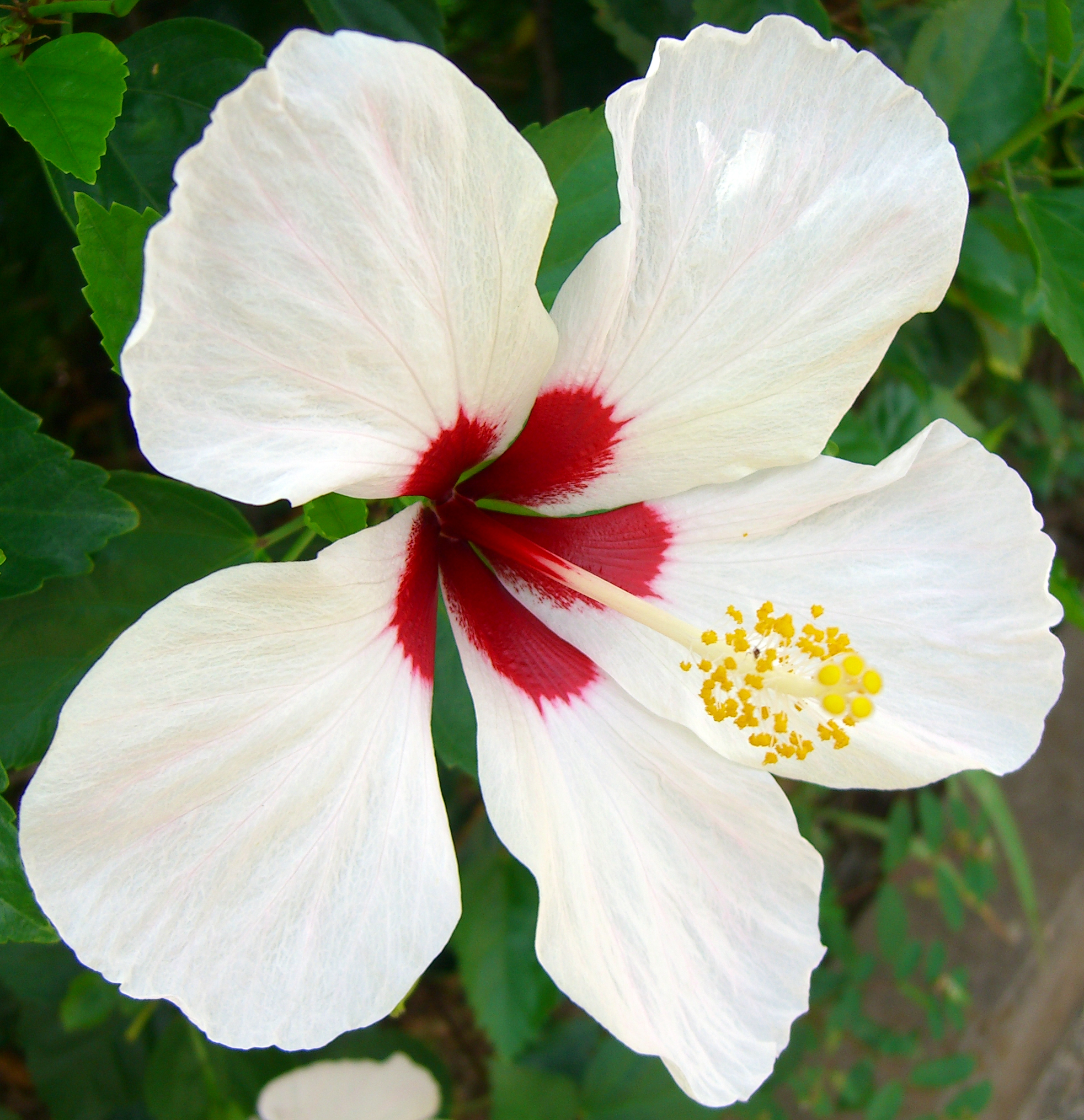
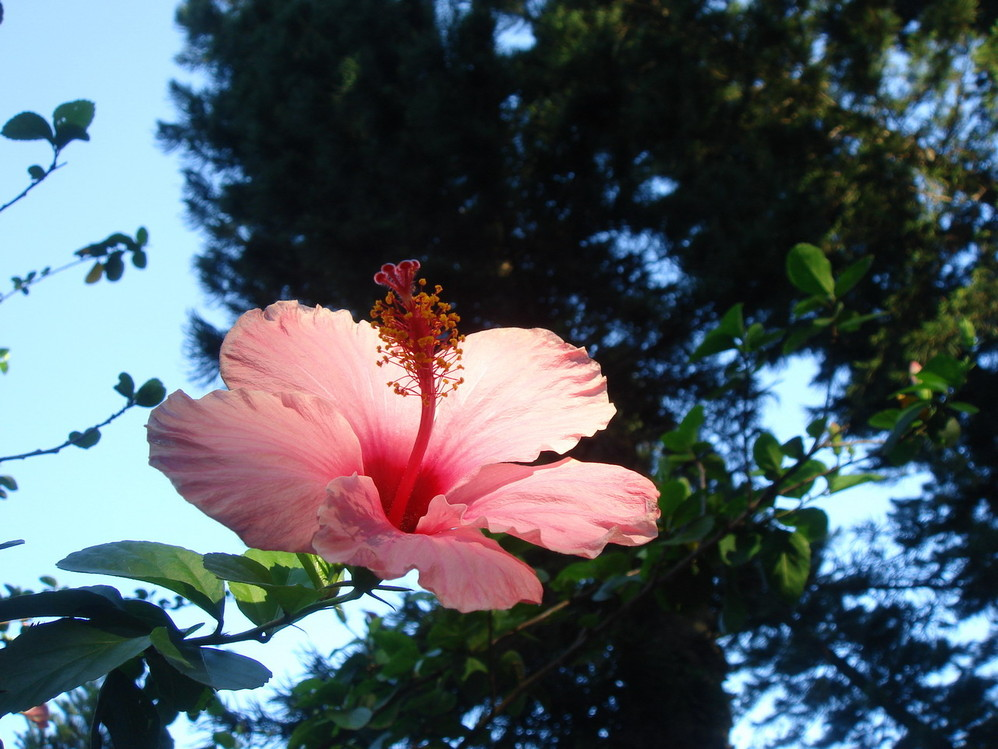
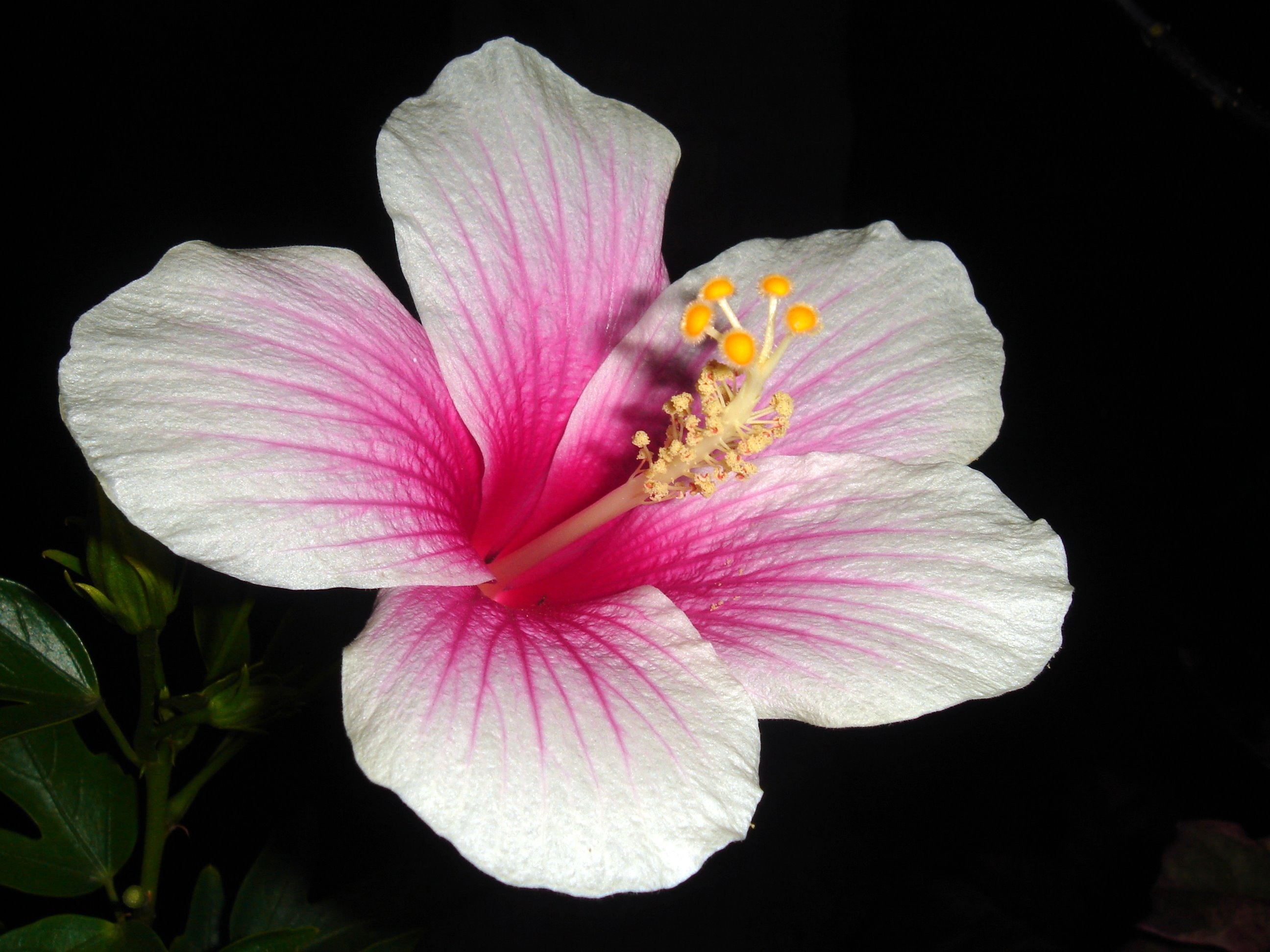
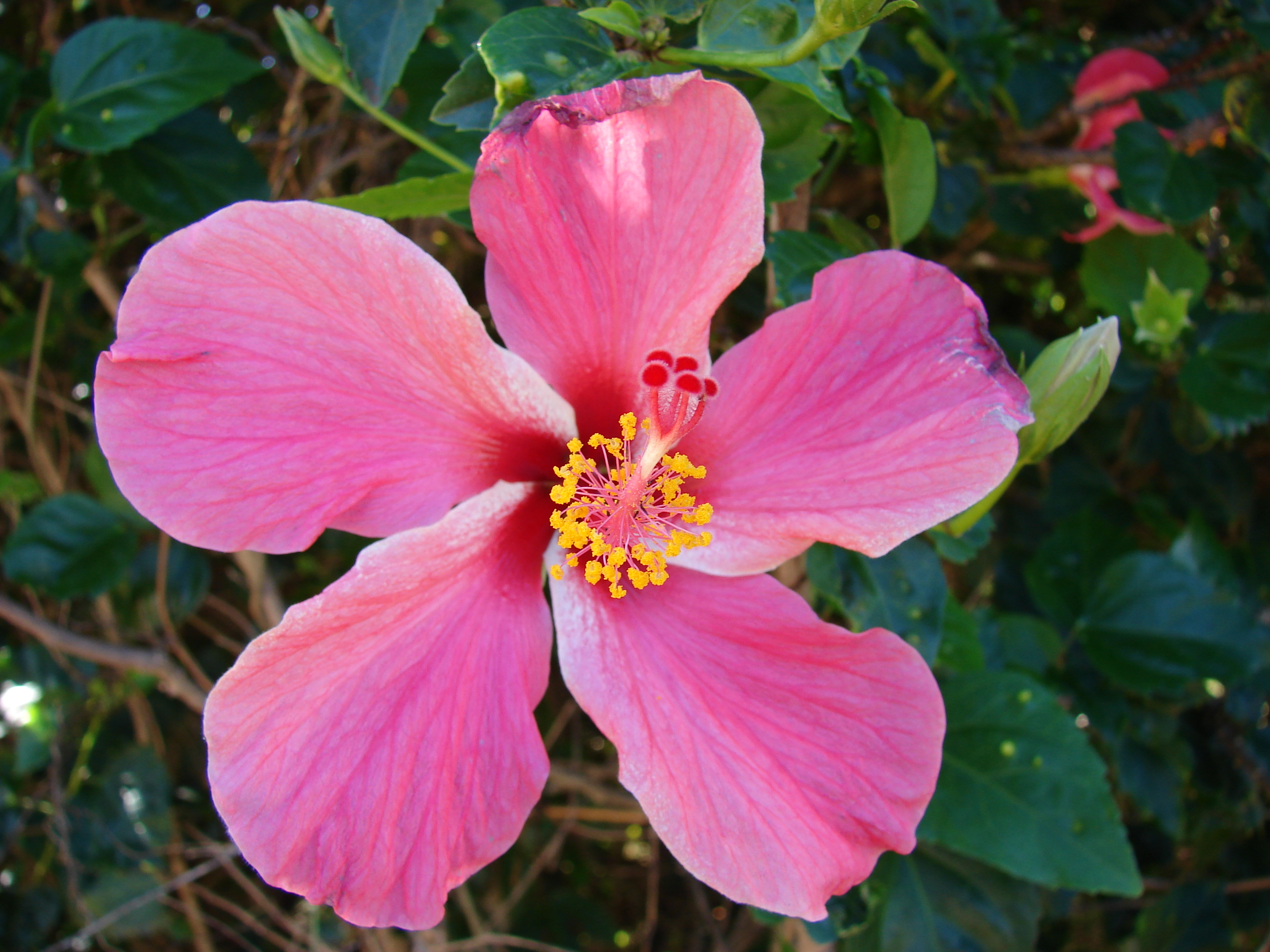
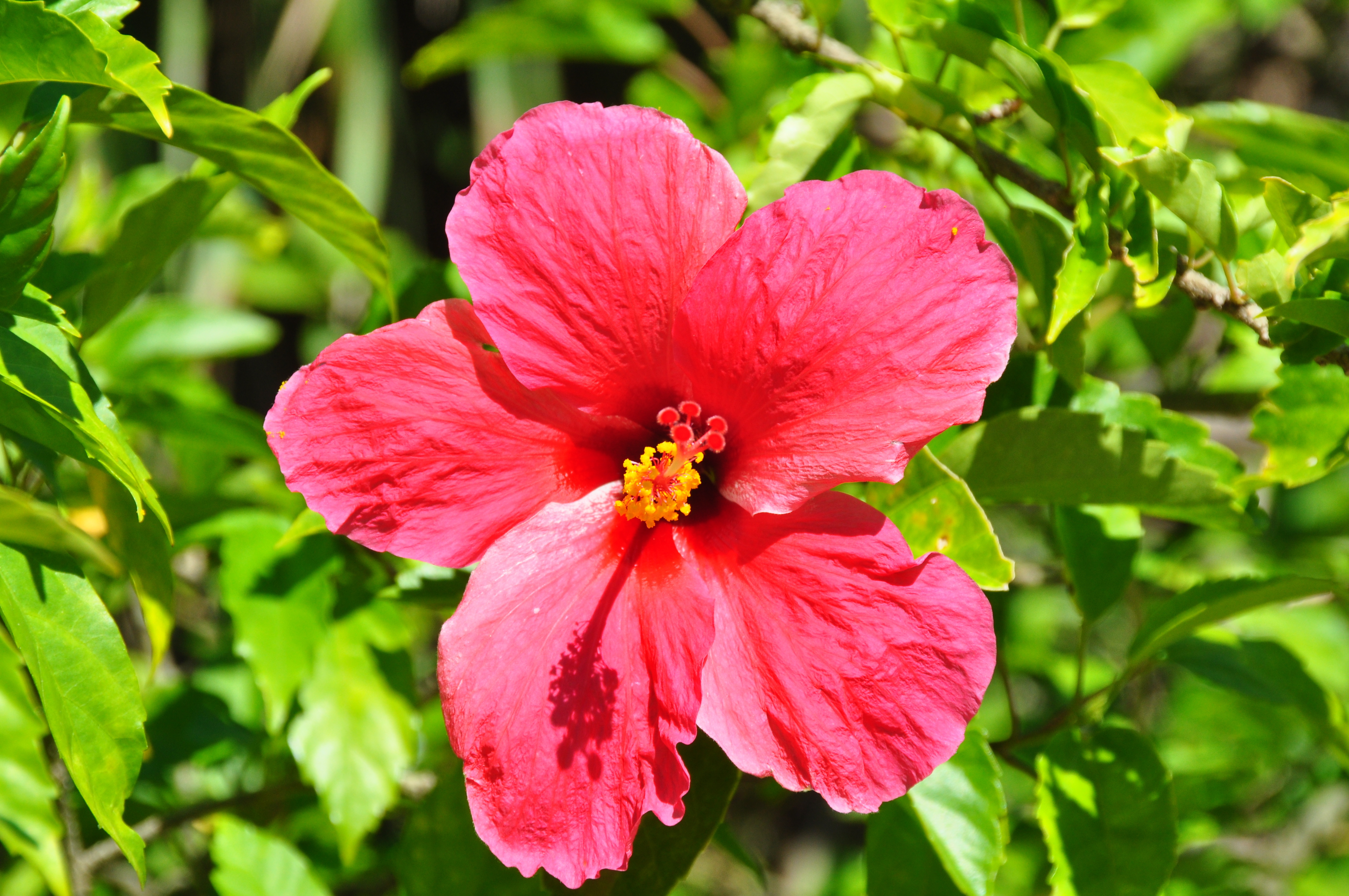
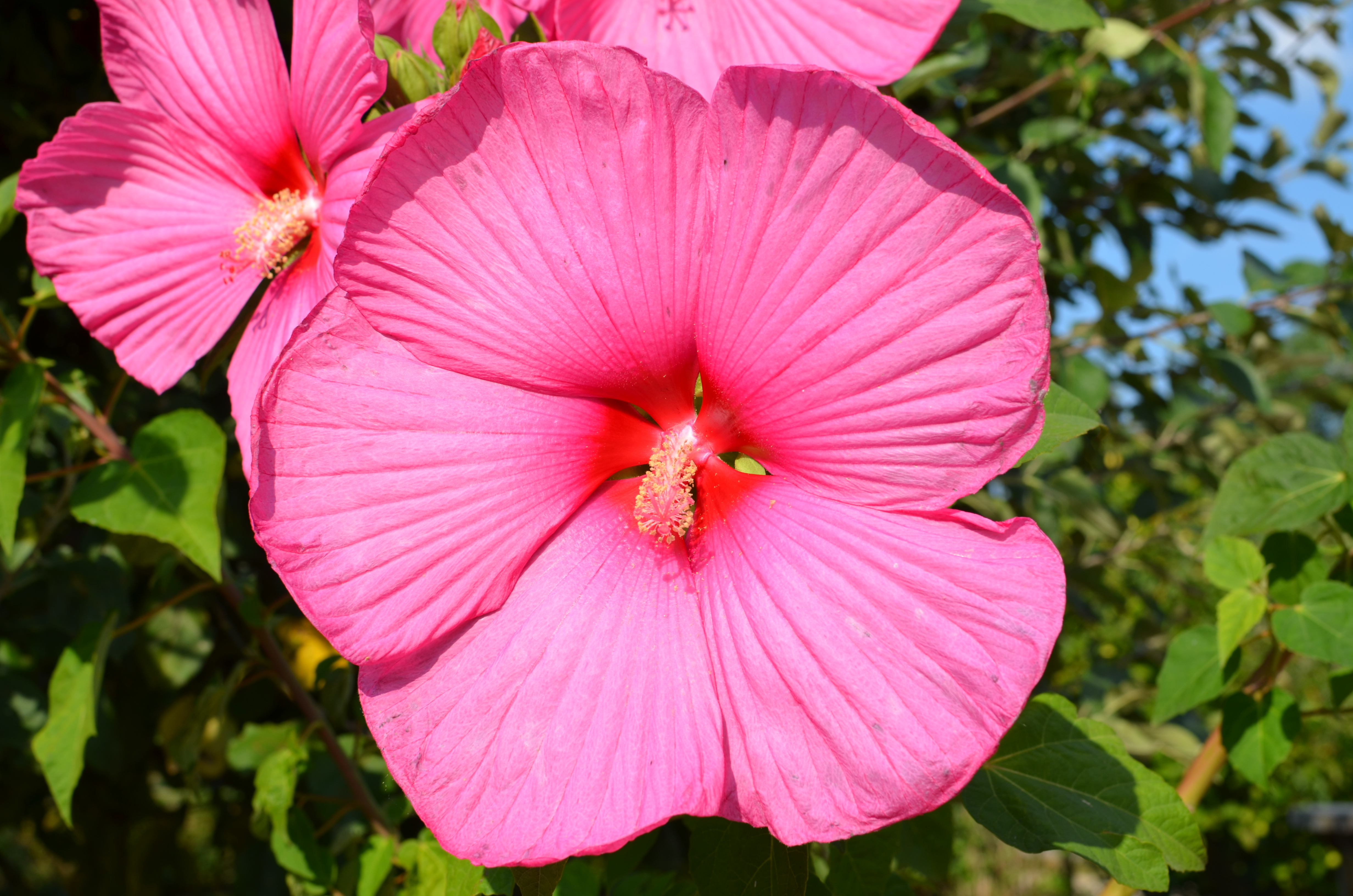